# Christina Adane
Christina Adane (Etiòpia, 2004) és una activista etíop que viu a Oval, al districte de Lambeth, al sud de Londres. Ha impulsat diverses campanyes per empoderar els joves, però on ha participat de manera més activa ha estat en treballar per aconseguir un accés igualitari a l'alimentació.
És copresidenta de Bite Back 2030, una campanya dirigida pels joves que lluita contra la injustícia alimentària perquè tots els joves tinguin accés igualitari a una bona dieta i per tal d'evitar aliments poc saludables amb l'ajuda d'experts i professionals del sector. En la seva demanda que hi hagués menús escolars en les vacances d'estiu per a persones vulnerables, va rebre el suport del futbolista Marcus Rashford. També ha participat en diverses lluites, des del moviment Black Lives Matter fins a la justícia climàtica, participant en la taula rodona Youth Climate Change a Soho Works (Londres).
El 23 de novembre del 2020 Adane va figurar a la llista de les 100 dones més influents de l'any que publica la BBC.